# Thelcticopis salomonum
Thelcticopis salomonum är en spindelart som först beskrevs av Embrik Strand 1913.  Thelcticopis salomonum ingår i släktet Thelcticopis och familjen jättekrabbspindlar. Inga underarter finns listade i Catalogue of Life.